# Clube e Escola de Rugby Samambaia
O Clube e Escola de Rugby Samambaia é um clube de rugby brasileiro, sediado em  Samambaia, Distrito Federal. O clube que foi fundado em 02 de junho de 2014, é reconhecido pelas suas ações de desenvolvimento e projetos sociais, sendo filiado à Federação Brasiliense de Rugby e à Confederação Brasileira de Rugby.

## História
O CE Rugby Samambaia foi projetado diante da vontade dos irmãos Cauan Felipe e Caio Girão, que àquela época integravam a equipe do Brasília Rugby, em disseminar a prática da modalidade em regiões periféricas do Distrito Federal. Junto aos dois, o experiente André Pedroso assumiu o cargo de Vice-Presidente e o reconhecido camaronês Cedric Wamba ficou responsável pela Direção-Técnica-Pedagógica. A proposta do grupo era fundar um clube com planejamento baseado no desenvolvimento sustentável do rugby, priorizando o fomento e a propagação da modalidade. Diante disso, determinaram que a base de ações do clube seria através do rugby escolar e da promoção do rugby como ferramenta de ensino. Por isso, em seu nome, o clube carrega a alcunha de Clube e Escola.
A data oficial de fundação (02/06/2014) é marcada pelo primeiro treino aberto, no Campo da QR 608 de Samambaia, no qual apareceram apenas dois amigos dos irmãos, que haviam ido prestigiar. Entretanto, nas semanas seguintes foram aparecendo pessoas interessadas e os treinos começaram a chamar atenção.

## Rugby nas Escolas
Apesar do treino adulto crescer cada vez mais, o clube mantinha a visão de priorizar as camadas de desenvolvimento. Por isso, logo ingressou no programa Get Into Rugby da World Rugby, através da Confederação Brasileira de Rugby, sendo a primeira equipe do Centro-Oeste a participar do programa e executar um projeto desta natureza.
O programa consiste em capacitar professores e educadores para que eles possam ofertar a prática do rugby aos seus alunos. Mesmo sem nenhum apoio inicial, o Rugby Samambaia capacitou cerca de 50 professores, de três colégios, que começaram a levar a modalidade para mais de 1.500 crianças. As ações começaram a ganhar destaque no DF, especialmente após chamar atenção da mídia local, e serem reconhecidas em todo Brasil.

### Projeto MELINA
As ações também chamaram atenção do francês Michel Leplus, figura icônica do rugby brasileiro e empresário dono do Suco de Uva Melina, que resolveu apostar e investir no trabalho do clube. O projeto iniciado em 2015 logo começou a mostrar grandes resultados: apenas no seu primeiro semestre, o rugby foi incluído em 15 instituições de ensino, sendo praticado por cerca de 10 mil alunos, além da realização de festivais interescolares que chegaram a reunir mais de 400 crianças por edição. As ações que foram previstas até os Jogos Olímpicos RIO 2016 impactaram mais 25 mil alunos no total. Com o término da parceria, o projeto passou a se chamar Ensinando com Rugby e foi reformulado, alinhado ao ODS4 da Agenda ONU 2030 e tendo como principal foco o aperfeiçoamento das estratégias e ferramentas pedagógicas dos educadores por meio do esporte. Atualmente, o projeto alcance anualmente cerca de 50 instituições de ensino na periferia do Distrito Federal.

### Rugby Integral
No segundo semestre de 2015, o Rugby Samambaia lançou outro projeto focado na prática do rugby nas escolas. Desta vez, a proposta era ofertar a modalidade no contraturno escolar e baseado num plano pedagógico que visava utilizar o rugby como ferramenta multidisciplinar de ensino. Alfabetização, letramento, lógica, matemática, meio ambiente, segurança alimentar, ética e sociabilização são algumas das disciplinas abordadas no projeto, sempre utilizando o rugby como atrativo e diferencial. Logo no lançamento, mais de 350 alunos se matricularam no projeto, esgotando todas as 18 turmas abertas. O projeto também é uma oportunidade para universitários que desejam trabalhar na área de ensino se aperfeiçoarem e ingressar no mercado profissional. A equipe do projeto conta com educadores físicos, pedagogos, nutricionistas, psicólogos e assistentes sociais.

#### Prêmios e Indicações
Concorrendo com mais de 1.600 projetos em cada edição, o Rugby Integral, realizado pelo CE Rugby Samambaia em parceria com a Escola Classe 501, recebeu duas indicações ao Prêmio Itaú-Unicef: em 2017, foi finalista regional; já em 2018, foi semifinalista nacional. Nos dois anos, o projeto foi um dos três indicados do DF e figurou entre as 40 maiores referências educacionais do país. Em 2020, o projeto também foi indicado como finalista nacional do renomado Prêmio Nestlé Criança Mais Saudável pelo seu módulo de segurança alimentar. Apelidade de "Rugby: do Campo à Mesa", o projeto vista utilizar o esporte para conscientizar os alunos sobre todo o processo de produção e consumo saudável dos alimentos.

#### Expansão para todo Brasil
Em 2020, a organização decidiu disseminar suas metodologias educacionais para todas as regiões brasileiras, com foco prioritário para o Centro-Oeste, Norte e Nordeste. O primeiro projeto a ser executado fora de Brasília será o Rugby Integral, por meio de um extenso percurso formativo que foi elaborado para compartilhar boas práticas com educadores de todo o país. Além disso, o clube pretende realizar festivais, jogos, workshops, eventos e também produzir um livro que será distribuído nas principais escolas e universidades da rede pública nacional. É possível conferir mais detalhes sobre o projeto em rugby.ong.br/integral.

### Koru Escolinha Social
Localizadas em zonas de vulnerabilidade social, as turmas da Koru atuam com foco na inclusão social, oferecendo treinos gratuitos que visam assistir integralmente crianças e adolescentes. Além dos treinamentos da modalidade de Rugby Olímpico, o projeto viabiliza parcerias e ações que visam formar o cidadão em sua plenitude, especialmente baseados nos ODS 2030. Todos alunos são assistidos por uma equipe multidisciplinar composta por: educadores físicos; nutricionistas; psicólogos; fisioterapeutas; e assistente social. Além de turmas próprias, a organização realiza parcerias para implantar a modalidade em institutos parceiros, como foi o caso do Pró-Vida em 2019, onde passaram a atender mais de 80 crianças na unidade.

### Cesta Ampla
Criado dentro do seu braço de tecnologia, a ScrumTech, o Cesta Ampla é um projeto que surgiu durante a crise da pandemia de Covid-19 e visa ajudar a comunidade local, mas principalmente reforçar a importância de se oportunizar maior autonomia para a periferia. O projeto capta recursos e reverte em crédito para que as chefes de família possam montar kits com aquilo que elas mais precisam em seu dia a dia, sejam itens de mercado, fármacia, papelaria, botijão de gás ou diversos produtos fornecidos pela rede de comerciantes participantes. Além de ajudar as família, o projeto também levanta a bandeira da compra no comércio local, aquecendo a economia da cidade e fortalecendo os pequenos empreendedores.

## Iniciativas
Os projetos do Clube e Escola de Rugby Samambaia movimentam milhares de pessoas em torno de causas que tem como finalidade a inclusão, desenvolvimento e promoção social por meio do esporte. Utilizando o rugby como uma poderosa ferramenta de mobilização, a organização traça caminhos baseados nos Objetivos de Desenvolvimento Sustável estabelecidos pela Organização das Nações Unidas e traça estratégias que contribuam com os avanços sociais da sua comunidade. Desta forma, os impactos resultam num verdadeiro ecossistema produtivo e autosustentável para concretizar os principais desafios em torno dos direitos humanos,

### SCRUMTECH
A ScrumTech é uma cooperativa de tecnologia que oferece soluções digitais focadas no terceiro setor. Além da especialização de somente quem vivencia no dia-a-dia a realidade deste setor, a iniciativa estabelece uma estrutura organizacional que  traz uma proposta inovadora na qual todos os colaboradores são cotistas e são recompensados com participação direta no capital social de acordo com os trabalhos realizados. Além disso, com uma hierarquia horizontal, as tomadas de decisão e repartição total dos lucros é centrada nos trabalhadores.

### RUGBY FUN
A RugbyFun é uma produtora cultural que nasceu com a missão de realizar eventos e intervenções sociais com objetivo de estabelecer uma comunicação efetiva (e afetiva) entre o terceiro setor e as comunidade na qual está presente. Eventos que misturam cultura com esporte; ações de ocupação do território; estratégias de relações públicas e publicidade; editoração de livros com temática social; e estratégias de live marketing são algumas da frentes que a empresa atua.

## Equipe Samambaia/SEST SENAT
Em outubro de 2014, o CER Samambaia assinou contrato com o SEST SENAT – Brasília, no qual as equipes de alto rendimento do clube passariam a representar a instituição. A estreia da equipe ocorreu no dia 01 de Novembro, na qual participou da 2ª Etapa do Circuito Centro-Oeste, em Senador Canedo/GO, posicionando-se na última colocação.
Em 2015, com um projeto mais arrojado, a equipe iniciou de fato sua primeira temporada e conquistou resultados surpreendentes, como o título de Campeão do Circuito Cerrado de Rugby, torneio que reuniu as principais equipes do Goiás, Tocantins e Distrito Federal.

### Polo Olímpico de Rugby
Lançado em 2012, o projeto Polos Olímpicos SEST SENAT apoia o desenvolvimento de diversas modalidades em todo Brasil. Diante dos resultados apresentados pelo CER Samambaia, a unidade de Brasília definiu o rugby como modalidade oficial do projeto no Distrito Federal, resultando no Polo Olímpico de Rugby do SEST SENAT – Brasília e garantindo maiores investimentos para o desenvolvimento do esporte através do clube.

## Títulos
- Circuito Cerrado de Rugby 7s Campeão (2015)
- XXIV Lions Rugby Sevens Campeão Taça Shield (2016)
- Copa Vale de Rugby 7s Taça de Bronze (2015)

### Outras Conquistas
- Circuito Centro-Oeste Rugby Sevens 2015 3º Lugar (2015)
- Liga do Triângulo Mineiro de Rugby 7s Vice-Campeão (2016)
- Etapa Goiânia - Cerrado Sevens 2016 Vice-Campeão (2016)
- Etapa Brasília - Cerrado Sevens 2016 3º Lugar (2016)
- Etapa Samambaia - Cerrado Sevens 2015 Vice-Campeão (2015)
- Etapa Primavera do Leste - Centro-Oeste Sevens 2015 Vice-Campeão (2015)
- Etapa Samambaia - Centro-Oeste Sevens 2015 3º Lugar (2015)
- Etapa Palmas - Cerrado Sevens 2015 3º Lugar (2015)
- Etapa Caldazinha Cerrado Sevens 2015 3º Lugar(2015)

### Conquistas Individuais
- Copa Vale de Rugby 7s Caio Girão (Melhor Jogador - 2015)
- DF Sevens 2015 Bernardo Klash (Tryman - 2015)
- DF Sevens 2015 Caio Girão (Tryman - 2015)
- Etapa Samambaia - Cerrado Sevens 2015 Bernardo "Klash" (Tryman - 2015)

### Premiações
- Prêmio Nestlé Criança Mais Saudável Finalista Nacional (Projeto Rugby: do campo à mesa)
- 13° Prêmio Itaú-Unicef Semifinalista Nacional (Projeto Rugby Integral)
- 12° Prêmio Itaú-Unicef Finalista Regional (Projeto Rugby Integral)
- Prêmio Top Educação 2017 Indicado na Categoria Projeto Social (Projeto Rugby Integral)

## Equipe atual (2016)
| Nome                 | Nascimento | Clube anterior     | Chegada ao clube | Torneios em 2016 | Jogos | Pontos (Trys) |
| André Açaí'          | 1992       | Prata-da-casa      | 2014             | 02               | 09    | 15 (3)        |
| Andres Botalla       | 1991       | GyE La Plata (ARG) | 2016             | 01               | 06    | 48 (4)        |
| Caio Girão           | 1994       | Brasília Rugby     | 2014             | 02               | 12    | 67 (13)       |
| Cedric Wamba         | 1985       | Brasília Rugby     | 2014             | 01               | 06    | 05 (1)        |
| Higor Holanda        | 1993       | UnB Rugby          | 2016             | 02               | 12    | 10 (2)        |
| Leo Santana          | 1990       | Candangos Rugby    | 2016             | 01               | 04    | 10 (2)        |
| Lucas Miguel Lupita' | 1992       | Prata-da-casa      | 2014             | 02               | 08    | 10 (2)        |
| Marcelo Frazão       | 1997       | Prata-da-casa      | 2015             | 02               | 12    | 20 (4)        |
| Martín Ribacoba      | 1976       | CRAT Coruña        | 2016             | 01               | 06    | 10 (2)        |
| Mayron Nataniel      | 1994       | Candangos Rugby    | 2016             | 01               | 06    | 20 (4)        |
| Renan Holtermann     | 1991       | UnB Rugby          | 2016             | 02               | 12    | 10 (2)        |
| Rodrigo Fortunato    | 1990       | Behemoth Ituiutaba | 2016             | 01               | 04    | 05 (1)        |
| Victor Batata'       | 1994       | Porto Velho        | 2016             | 02               | 12    | 20 (4)        |
| Will' Vagner         | 1995       | UnB Rugby          | 2016             | 02               | 12    | 26 (4)        |

## Fatos Marcantes
- A primeira partida do Samambaia foi contra o Primavera Rugby/MT, pelo Circuito Centro-Oeste, em 01 de novembro de 2014. Apesar da derrota, a equipe do DF começou vencendo ao ter um try anotado por André "Açaí" com menos de um minuto de jogo.
- Mesmo diante de derrotas, o clube manteve o tabu de marcar try em todas as partidas 365 dias (exatamente um ano após sua estréia). A primeira derrota sem marcar nenhum ponto ocorreu contra a equipe do Goianos Rugby (GO), no dia 31 de outubro de 2015, em partida válida pelo Circuito Cerrado.
- O clube participou do seu primeiro torneio fora do Centro-Oeste no dia 15 de Junho de 2015, em São José dos Campos/SP (considerada a capital do rugby brasileiro), pela Copa Vale de Rugby, na qual conquistou a Taça de Bronze, ao vencer a equipe da Insper/SP. Na oportunidade, Caio Girão conquistou o troféu de "Melhor Jogador" do torneio.
- O jogador prata-da-casa do Samambaia, Bernardo "Klash", conquistou o troféu de Tryman em seus dois primeiros torneios pelo clube: no Campeonato Brasiliense 2015 (5 trys) e na 2ª Etapa do Circuito Cerrado 2015 (7 trys).
- Mesmo novato, o CER Samambaia sediou etapa dos dois principais torneios regionais de 2015: o Circuito Cerrado (01 de Agosto) e o Circuito Centro-Oeste (31/10), ambos realizados no Estádio Elmo Serejo de Farias (Serejão).
- O Samambaia/SEST SENAT participou do Qualificatório do Campeonato Brasileiro de Rugby Sevens, em 2016, sendo a primeira equipe do Distrito Federal na história a classificar-se para um torneio nacional e onde obteve a 10ª colocação, posicionando-se em 15ª Lugar no ranking nacional.[9]
- Em 2016, o experiente espanhol Martín Fernandez Ribacoba (ex-jogador do C.R.A.T. A Coruña) assumiu o cargo de Head Coach e treinador da equipe principal do Samambaia/SEST SENAT.